# Тяга к поясу
Тя́га к по́ясу — базовое упражнение на развитие, главным образом, внутренней части широчайшей мышцы, а также нижней части трапециевидной мышцы, грудинного отдела длиннейшей мышцы спины, ромбовидной мышцы, развивает бицепсы рук.
Тяга к поясу может выполняться со штангой стоя в наклоне или в горизонтальном положении с гантелью, упёршись коленом в скамью; такая тяга обычно называется «тяга в наклоне» со штангой или гантелей. Также тяга к поясу может выполняться на нижнем блоке сидя.

## Техника выполнения
Мышцы спины получают огромную нагрузку во всех упражнениях на основные мышечные группы. Объяснение простое, спина — это, своего рода, стержень мускулатуры тела. Мышцы спины стабилизируют туловище в приседаниях и подъёмах на бицепс и мощно работают при жимах лёжа. В данном упражнении повышение веса отягощения должно быть постепенным, чтобы упражнение можно было выполнять идеально технично и нагрузка прицельно «ложилась» на мышцы спины, а не «растекалась» по всему телу от плечевого пояса до ног.
Ни одна мышечная группа не требует такого педантизма тренинга, такой чёткости и последовательности усилий как спина. Во-первых, спину не видно, поэтому действовать приходится, во многом, интуитивно. Мать интуиции — концентрация. Без концентраций не нащупать тех упражнений и приёмов, которые лучше всего работают на конкретного атлета. Во-вторых, накачку спины осложняет длина рук, чем они длиннее, тем тяжелее даётся тренинг спины. Каждый спортсмен должен решить для себя на каком участке траектории какого-либо упражнения работают преимущественно руки, а на каком «включается» спина. Например, известно, что высоким культуристам тяги в наклоне не дают ничего, потому что подъём штанги выполняется за счёт усилия рук, а не широчайших.

### Техника выполнения со штангой
Тяга штанги в наклоне:
- встаньте перед лежащей штангой;
- возьмите штангу верхним (для равномерной нагрузки широчайших и трапециевидной) или нижним (нагрузка больше распределяется на широчайшие) хватом чуть шире плеч;
- немного согните ноги в коленях, наклонитесь с прямой спиной на 45°—85° и отведите таз назад, прогните поясницу и зафиксируйте её, сведите плечи;
- выполните тягу штанги к животу (для развития нижней части широчайших мышц) или к груди (верхней части широчайших мышц, и подключения в работу задние головки дельтовидных, ромбовидные, трапециевидные мышцы) за счёт выпрямления плеч;
- опустите на прямые руки штангу за счёт сведения плеч, без опускания её на пол;
- повторите тягу и опускание штанги требуемое количество раз.

Выполнение тяги не к животу, а к груди дополнительно подключает в работу бицепс и дельтовидную мышцу. Для этого упражнения можно использовать атлетический пояс. Для избегания «читинга» можно упереться в подставку головой. Возможно выполнения упражнения с максимально узким хватом ладонями друг к другу, когда тренирующийся тянет конец штанги (нагруженный конец), гриф которой располагается вдоль тела и проходит между ног. Помимо классической техники выполнения тяги штанги к поясу существует также несколько иных вариантов выполнения тяги в наклоне. К ним относятся:
- тяга Медоуза[3] (тяга штанги одной рукой)
- обратная тяга штанги (тяга Ятса)
- тяга штанги к груди (тяга Пендли)
- тяга в тренажёре Смита
- тяга Ривза
- тяга штанги узким хватом

### Техника выполнения с гантелью
Совместно с широчайшими в работе участвуют трапециевидная мышца, а также опосредованно бицепсы, задние головки дельтовидных и большая мышца предплечья. Последовательность действий:
- возьмите в руку гантель, встаньте у скамьи;
- обопритесь коленом или коленом и рукой, с другой стороны от руки с гантелью, в скамью;
- зафиксируйте тело в почти горизонтальном положении, прогните и зафиксируйте поясницу, сведите плечи;
- плавно выполните тягу гантели к поясу и обратно за счёт распрямления плеч и мышц спины.

### Техника выполнения на тренажёре (нижний блок)
Тяга нижнего блока вперёд (или «гребля») выполняется сидя. Порядок выполнения:
- сядьте на скамью верхом;
- возьмите блок узким хватом и сведите плечи;
- притяните блок к груди за счёт распрямления плеч;
- возвратите блок в исходное положение за счёт сведение плеч.

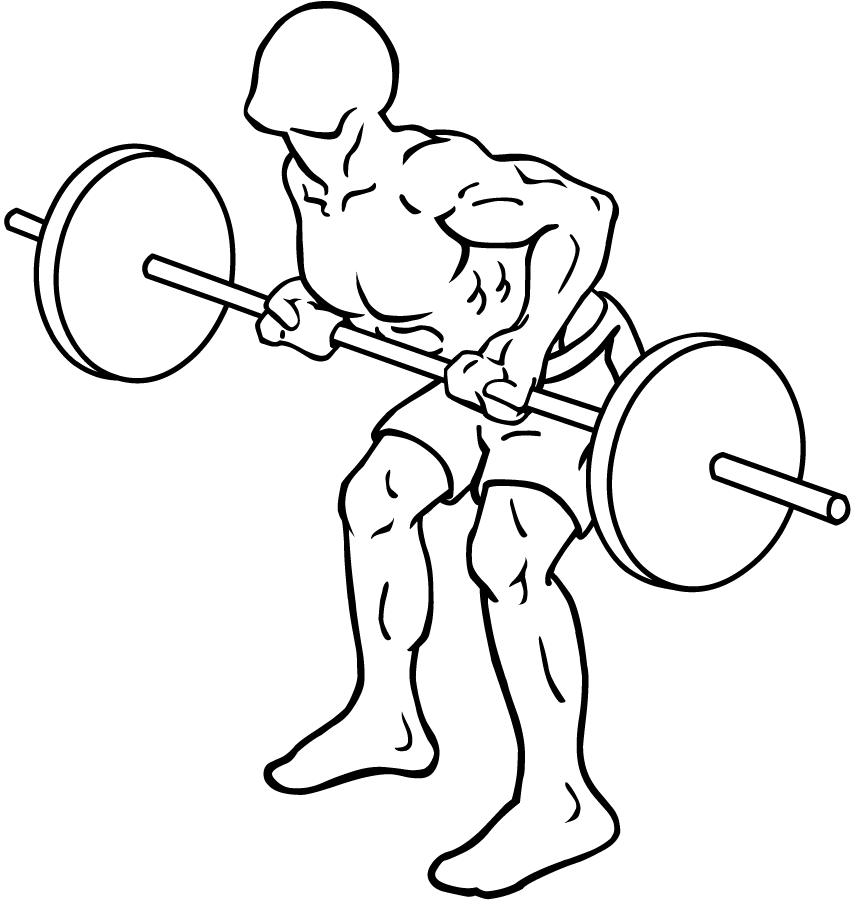
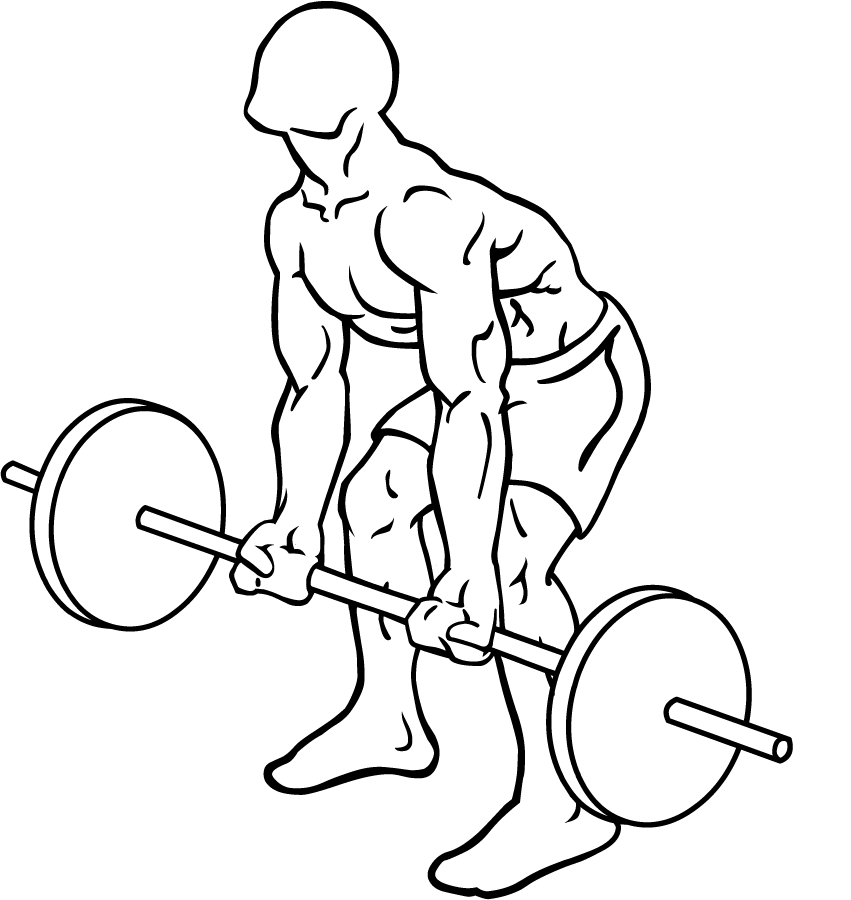
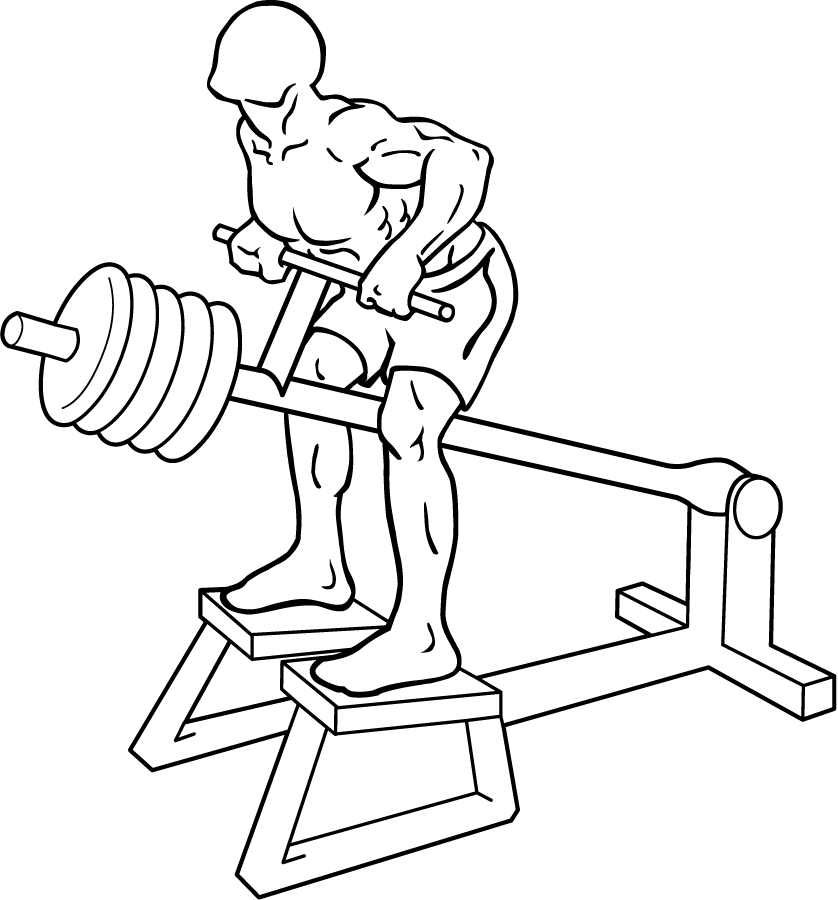
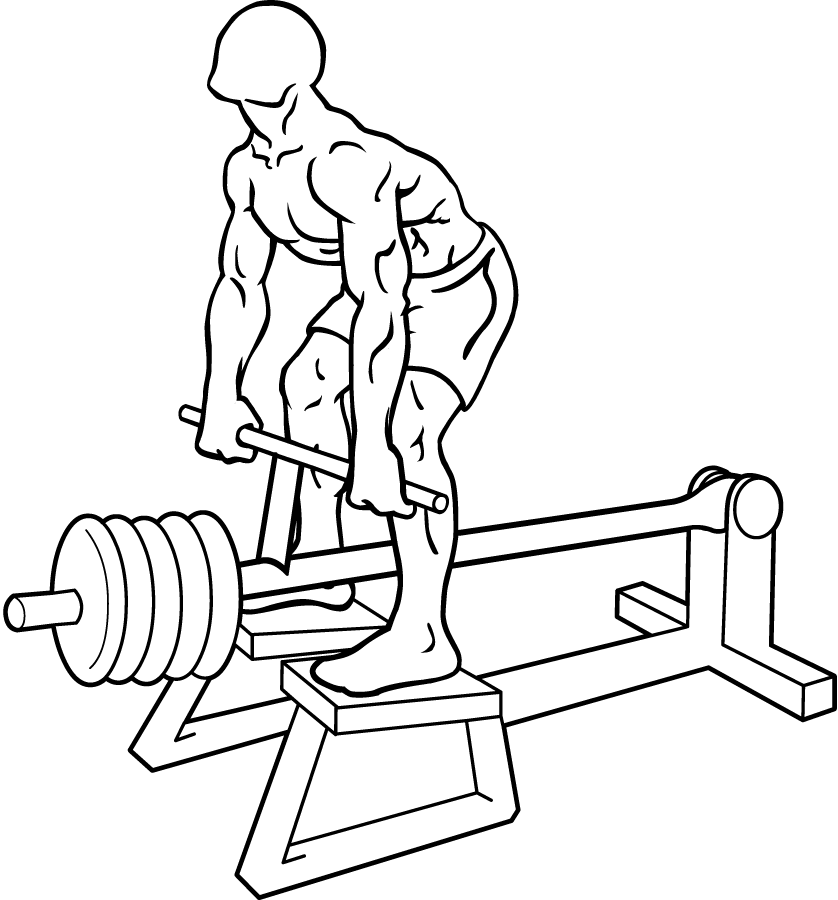
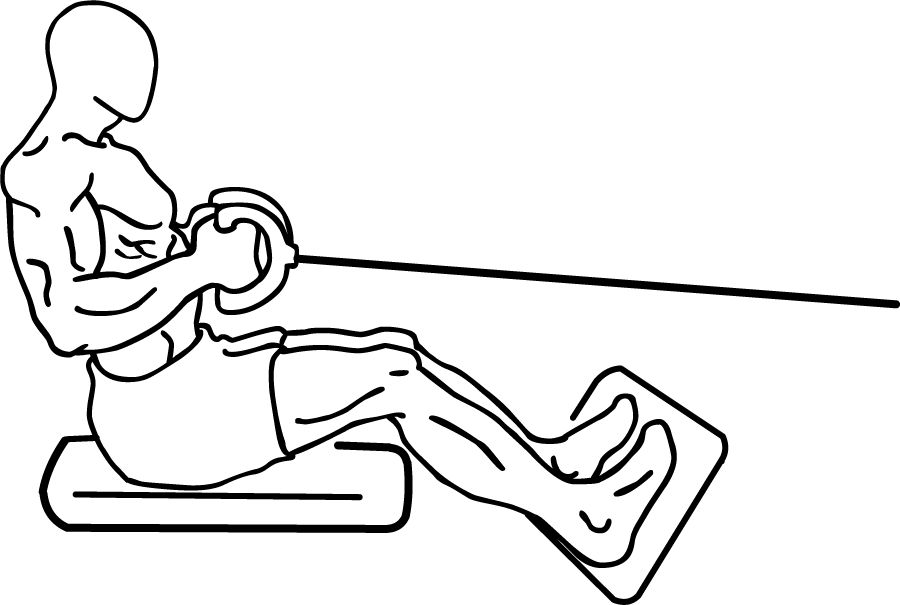
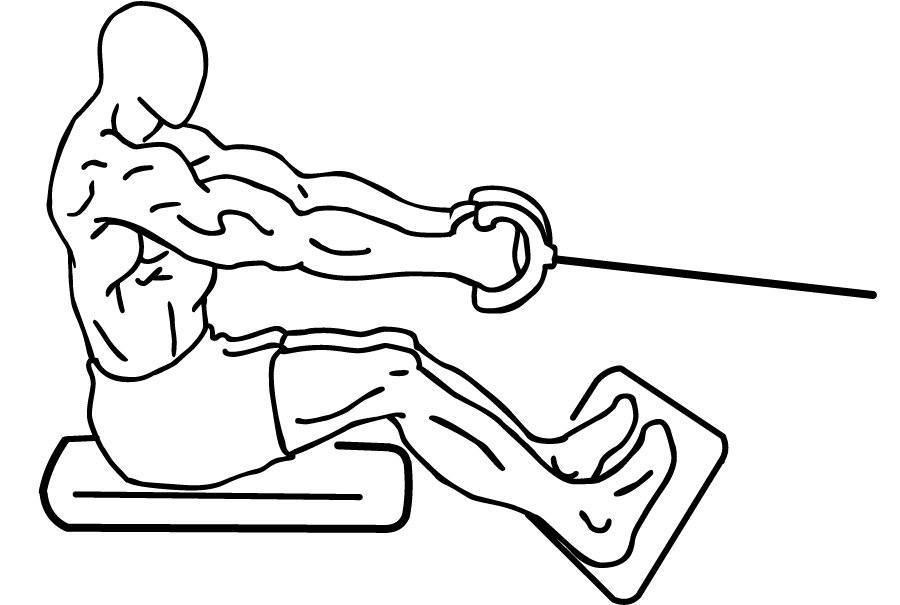